# Афанасьєв Геннадій Олександрович
Афана́сьєв Генна́дій Олекса́ндрович (*22 липня 1897, місто Іжевськ — †11 квітня 1959, місто Іжевськ) — російський лікар-фтизіатр, вчений-патофізіолог, кандидат медичних наук (1940), доцент (1948), заслужений лікар УАРСР (1945).

## З життєпису
В 1923 році закінчив медичний факультет Томського університету. Один з організаторів протитуберкульозної служби в Удмуртії. В 1934—1952 роках лікар Республіканського протитуберкульозного диспансеру та одночасно асистент кафедри патофізіології (1935—1946), доцент курсу фтизіатрії та в 1948—1958 роках завідувач кафедри патофізіології. Відмінник охорони здоров'я (1944).

## Твори
- Туберкулёз. Ижевск, 1935
- Лечение гнойных туберкулёзных плевритов пастой Городецкого//Тр. ИГМИ. Т. VII. Ижевск, 1949
- Изменение тонуса лёгких при частичном бронхостенозе в условиях хронического раздражения звёздчатых узлов и атропинизации//Сб. тр. ИГМИ. Т. XVII. Ижевск, 1957